# 八重山 (通報艦)
八重山（やえやま、旧仮名:やへやま）は、日本海軍の通報艦。
艦名は沖縄県の八重山群島にちなむ。

## 概要
日本海軍が初めて国内建造した通報艦で (ただし機関はフランスから輸入) 、
速力20ノットは当時ではかなりの優速だった。
設計はベルタンが行い、
1889年 (明治22年) に横須賀で進水した。
日清戦争、日露戦争に従軍し、
1911年 (明治44年) に除籍された。

## 艦型

### 機関
機関はイギリスのホーソン・レスリー社で製造された。
ボイラーは低円缶 (片面) 6基。
真鍮製で長さ18 ft (5 m)、直径8 ft 4+5⁄8 in (2.556 m)。
または、長さ18 ft (5.486 m)、幅8 ft 8 in (2.642 m) (もしくは直径8 ft 6 in (2.591 m)) とする資料もある。
炉筒はボイラー1基につき3個で、直径2 ft 10 in (0.864 m)、長さ6 ft 11+3⁄8 in (2.118 m)。
蒸気圧力は150 psi (11 kg/cm2)、
または10.55kg/cm2。
主機は横置3気筒3段膨張レシプロ 2基で、日本海軍で初めての3段膨張機械だった。
気筒の直径は計画で高圧28.5 in (724 mm)、中圧43 in (1,092 mm)低圧64 in (1,626 mm)、行程33 in (838 mm)。
『帝国海軍機関史』では高圧31 in (787 mm)、中圧46 in (1,168 mm)低圧68 in (1,727 mm)、行程28 in (711 mm)とある。
復水器は真鍮製円筒形の表面復水器2基を装備した。
推進器は青銅製3翼グリフィス型で直径10 ft 6 in (3.200 m)、ピッチ16 ft (4.877 m)、翼の展開面積は72平方フィート (6.7 m2)。推進器直径11 ft (3.353 m)の記録もある。
発電機としてグラム式70V100A発電機2基を装備、発電機は回転数340rpmだった。

### 公試成績
1890年 (明治23年) 3月1日に公試運転を実施、計画出力 (5,400馬力) に届かなかったが、当日は記録が途中までしか出来なかったこと、石炭消費量が計画より少なかったこと、試運転では5,800馬力以上を出したなどを考慮し、条件がそろえば計画出力が出せるだろうから問題無いと公試委員は判断した。
| 実施日 | 種類         | 排水量 | 回転数  | 出力      | 速力     | 場所 | 備考 | 出典  |
| ------ | ------------ | ------ | ------- | --------- | -------- | ---- | ---- | ----- |
|        | 強圧通風全力 |        | 152 rpm | 5,360馬力 | 19ノット |      |      | [ 8 ] |

## 艦型の変遷

### ボイラー換装
ボイラーは長年の使用により炉筒が圧潰するほど老朽化、1901年 (明治34年) 6月から横須賀海軍造船廠でフランスから購入したニクロース式水管缶8基に交換した。
蒸気圧力は185 psi (13.0 kg/cm2)に上昇した。
また缶室前方に64ロングトン (65 t)の石炭庫を新設するなどの改造を行った。
| 実施日 | 種類         | 排水量 | 回転数    | 出力      | 速力       | 場所 | 備考 | 出典   |
| ------ | ------------ | ------ | --------- | --------- | ---------- | ---- | ---- | ------ |
|        | 強圧通風全力 |        | 155.5 rpm | 5,067馬力 | 19.4ノット |      |      | [ 23 ] |

### 燃料
ボイラー換装後の石炭搭載量は以下の資料がある。
- 1902年時:約334.5ロングトン (340 t)[11]
- 1904年調:340ロングトン (345 t)[24][25]
- 1906年調:344ロングトン (350 t)[3]

### 主要要目
- 1906年調:排水量1,584ロングトン (1,609 t)[26]、垂線間長317 ft 11+1⁄16 in (96.903 m)、最大幅34 ft 5+3⁄8 in (10.500 m)、吃水13 ft 4 in (4.064 m)[3]

### 兵装
1897年 (明治30年) 時の砲熕兵装は以下の通り。
- 安式40口径12センチ速射砲 3門
- 保式47ミリ軽速射砲 8門

1901年 (明治34年) 時の水雷兵装は以下の通り。
- 加式匕形旋回水雷発射管 2門
- 朱式魚雷 4本

座礁の修理期間を利用して1903年 (明治36年) から翌年に兵装を更新した。
更新後の砲熕兵装は以下の通り
- 12センチ速射砲 3門
- 12ポンド速射砲 3門
- 47ミリ軽速射砲 4門

砲熕兵装変更に伴い船尾楼甲板にある探照灯台の位置を変更した。
上甲板右舷の副長室と側器室を無線電信器室に改造し、電信機を設置した。
メイン・マストを鋼製に変更、トップマストと無線用ガフを新設、ガフの高さは上甲板から上端まで (最低) 150 ft (46 m)。
また前後マストにそれぞれ信号ヤードを新設した。

## 艦歴
1887年 (明治20年) 
6月6日に横須賀で建造される第一報知艦を八重山と命名 (但し命名式までは仮称) する事が令達された。
6月7日に横須賀海軍造船所で起工。
1889年 (明治22年) 3月12日に命名式を執行し、「八重山」は進水した。
命名式には明治天皇が臨席した。
同月より機関の陸上試験を実施、12月に機関の据付工事はほぼ完了した。
1890年 (明治23年) 
3月1日に公試運転を実施 (#公試成績も参照) 。3月13日、工事未了ながら現状のまま引き渡すよう令達され、
3月15日に艦長へ引き渡された (竣工)。
以後は修理費で工事が続けられた。
8月13日、日本海軍は所属艦船に種別を定め、
「八重山」は8月23日に第一種 (戦闘航海の役務に耐えうる軍艦) と定められた。
同年9月、オスマン帝国軍艦「エルトゥールル」が樫野埼で難破すると「八重山」が救援に派遣された。
日清戦争では、韓国派遣陸軍部隊の揚陸援護、大連・旅順・威海衛攻略作戦等に参加。
1895年 (明治28年) 10月、日本領となった台湾において抵抗した中国人がイギリス商船「テールス」に逃げたため、「八重山」がこれを追跡して臨検を行うという事件が起きた。これが公海上で行われたことからイギリスから抗議を受け、外務省は海軍に対して責任者の処罰を要求した。その結果、艦長の平山藤次郎海軍大佐と上司の常備艦隊司令長官、有地品之允海軍中将を予備役に編入することで解決が図られた。
1898年 (明治31年) 3月21日、軍艦及水雷艇類別等級が制定され、「八重山」は通報艦に類別された。
北清事変においては、大沽に派遣された。
1901年 (明治34年) 
6月から翌年3月まで大修理を行った。
1902年 (明治35年) 
5月1日、海防艦「武蔵」が暴風のため根室湾口で座礁したため、その救助任務中の5月11日、暴風のため根室港厚岸鼻北方で座礁し、9月1日に離礁した。
10月から翌年6月まで横須賀造船廠で修理改造を行った。
日露戦争に際しては、主に第三艦隊第五戦隊所属艦として旅順攻略作戦、黄海海戦（修理中の「龍田」の代理として第一艦隊第一戦隊に所属）、日本海海戦、樺太作戦等に参加。

1911年 (明治44年) 4月1日に除籍、
艦艇類別等級表からも削除された。
12月21日に売却処分の訓令が出され、
翌1912年 (明治45年) 売却、3月23日買受人に引き渡された。

## 艦長
※『日本海軍史』第9巻・第10巻の「将官履歴」及び『官報』に基づく。
- 三浦功 大佐：1889年8月2日 - 1891年8月28日
- 平山藤次郎 大佐：1891年8月28日 - 1893年10月12日
- 平山藤次郎 大佐：1894年5月25日 - 1895年12月14日
- 鹿野勇之進 大佐：1895年12月24日 - 1896年4月13日
- 外記康昌 大佐：1896年4月13日 - 8月7日
- 東郷正路 大佐：1897年3月9日 - 4月17日
- 橋元正明 大佐：1897年5月15日 - 1898年3月1日
- 酒井忠利 大佐：1898年3月1日 - 9月1日
- 松枝新一 中佐：1898年9月1日 - 1899年3月22日
- 大井上久麿 大佐：1899年3月22日 - 6月17日
- 松本和 中佐：1899年6月17日 - 1900年5月20日
- 梶川良吉 中佐：1900年6月7日 - 12月24日
- 徳久武宣 大佐：1901年4月23日 - 6月10日
- 西山実親 中佐：1904年4月21日 - 1905年8月31日
- 築山清智 中佐：1905年8月31日 - 12月12日
- 藤田定市 中佐：1905年12月12日 - 1906年7月6日
- 真野巌次郎 中佐：1906年7月6日 - 9月28日
- 上村経吉 中佐：1906年9月28日 - 1907年7月1日
- 中島市太郎 中佐：1907年7月1日 - 1908年4月7日
- 松岡修蔵 中佐：1908年4月7日 - 12月10日
- 堀内権三郎 中佐：1908年12月10日 - 1909年12月1日
- 向井弥一 中佐：1910年1月15日 - 12月1日
- 河瀬早治 中佐：1910年12月1日 -